# Cluan Place
Cluan Place är ett område i östra Belfast, Nordirland. Gatan har tjugofem hus och tjugo familjer.
Konflikten i Nordirland drabbade gatan hårt. Då Cluan Place gränsar till katolska Short Strand förekom här många stridigheter under oroligheterna. Provisoriska IRA anklagades för att anfalla gatan för att få de boende att fly, så att de kunde flytta in sitt folk. IRA anklagade unionistiska paramilitära Ulster Defence Association för att använda gatan för attacker mot Short Strand. Under dessa oroligheter kastades projektiler ständigt över stängslet. Stängslen bakom husen har höjts med flera meter och övervakningskameror placerades ut i och kring bostadsområdena. Detta avskräckte paramilitära grupper på båda sidor anser många vilket resulterade i att området blev betydligt lugnare.[källa behövs]